# 郭传璞
郭传璞（1823年—1897年），字晚香，号恬士，镇海人，清朝政治人物，藏书家。
郭景行曾孙。生於道光三年（1823年）。同治六年（1867年）举人，光绪年间以孝廉任文职官员，師從姚燮。收藏古籍甚多，築有“金峨山馆”，编有《便查书目》。光绪二十三年（1897年）卒。著有《金峨山馆文甲乙集》、《四明金石志》，又编刻丛书凡十二种，初署“金峨山馆”，后更名為“望三益斋”。